# Hendrik Egge Boerma
Hendrik Egge Boerma (Annerveenschekanaal, 6 december 1915 – Annen, 24 augustus 1985) was een Nederlandse collaborateur tijdens de Tweede Wereldoorlog.

## Leven en werk
Boerma werd in 1915 geboren als zoon van de landbouwer Jan Boerma en Hendrika van der Zwaag. Boerma werd in 1933 lid van de NSB. Hij werd door die partij belast met het geven van vormingscursussen aan politieambtenaren. Hendrik Egge Boerma trouwde in januari 1941 en woonde tijdens de oorlog met zijn gezin in Assen.

### Germaansche SS
De eerste jaren van de Tweede Wereldoorlog was Boerma in Drenthe provinciaal directeur van de Nederlandse Volksdienst en van Winterhulp Nederland. Vanaf medio 1942 werd hij waarnemend standaardleider voor Noord-Nederland van de Germaansche SS. Boerma zag de strijd voor het socialisme als kernstuk van de wereldbeschouwing van de SS en plaatste de boer centraal als levend symbool van de bloed en bodem-ideologie.
In september 1943 waarschuwde hij Henk Feldmeijer, voorman van de SS in Nederland, dat deze in ongenade zou zijn gevallen bij Hanns Albin Rauter en andere kopstukken van de SS en SD en dat Feldmeijer werd bespioneerd. Boerma was toen in Duitsland, waar hij samen met Geert Meelker en Gerhardus Dieters Nederlandse dwangarbeiders voor de SS poogde te rekruteren. Vanaf januari 1944 tot eind juli 1944 vocht Boerma met de Duitsers mee aan het Oostfront.

### SS-officier
In de zomer van 1944 kreeg Boerma samen met Meelker een officiersopleiding aan de SS-Junkerschule in het Beierse Bad Tölz. Hij sprak eind januari 1945 in Berlijn met Heinrich Himmler over het vormen van een nieuwe leiding in Nederland, bestaande uit voormannen van de illegaliteit en de (door hem als even idealistisch beschouwde) SS. Samen met andere Nederlandse SS'ers in Bad Tölz kwam hij tot de conclusie dat ook een akkoord tussen Duitsland en de westerse geallieerden wenselijk was. Een memorandum daarover stuurden zij aan het Führerhauptquartier toe, met afschrift aan Himmler. Ze werden daarop eind maart 1945 naar het SS-Hauptamt in Berlijn geroepen, waar zij spraken met het hoofd Gottlob Berger en de vertrouwensman van Himmler, Walter Schellenberg. Boerma en Meelker hadden in april 1945 opnieuw een onderhoud met Himmler, die hen te kennen gaf dat Adolf Hitler waanzinnig was geworden. Ze kregen van hem de opdracht om contacten met de westerse geallieerden te leggen. De reis van Boerma en Meelker naar bezet Nederland kon echter niet doorgaan als gevolg van het geallieerde offensief in noordelijke richting. Beiden werden vervolgens toegevoegd aan de staf van Himmler. De contacten die Himmler met de geallieerden wilde bewerkstelligen liepen uiteindelijk op niets uit.

## Veroordelingen
Boerma werd na de oorlog door het gerechtshof te Den Haag op 26 januari 1948 veroordeeld tot vijf jaar gevangenisstraf vanwege een zeer ernstig zedenmisdrijf. In 1946 was hij na verhoor om onverklaarbare redenen ontsnapt aan de aandacht van politie en justitie en niet teruggekeerd naar het interneringskamp te Vught waarin hij wegens zijn activiteiten gedurende de bezetting was opgesloten. Onder een valse naam was oud-SS'er Boerma vervolgens werkzaam voor het Bureau Nationale Veiligheid. Alleen door het plegen van voornoemd zedenmisdrijf was hij weer in beeld gekomen bij de opsporingsinstanties.
Op 24 november 1949 werd Boerma op grond van het treden in vreemde krijgsdienst (Waffen-SS) door de Bijzondere Strafkamer van de rechtbank te Assen veroordeeld tot acht jaar detentie.